# Jacek Ojrzanowski
Jacek Józef Ojrzanowski (ur. 7 marca 1953) – projektant wzornictwa i grafiki, rzeźbiarz, dziekan Wydziału Wzornictwa Przemysłowego ASP w Łodzi (do 2005), dyrektor Instytutu Wzornictwa Politechniki Koszalińskiej, prof. dr hab.

## Życiorys
Ukończył studia na Wydziale Grafiki Wyższej Szkoły Sztuk Plastycznych w Łodzi oraz na Wydziale Form Przemysłowych Akademii Sztuk Pięknych w Łodzi. Pełnił funkcję kierownika Pracowni Projektowania Produktu, Środków Transportu i Komunikacji Wizualnej. Do 2005 był dziekanem Wydziału Wzornictwa Przemysłowego ASP w Łodzi, a w latach 1999–2008 przewodniczył i był wiceprzewodniczącym Rady Naukowej Instytutu Wzornictwa w Warszawie. Jest dyrektorem Instytutu Wzornictwa Politechniki Koszalińskiej oraz wiceprzewodniczącym Stowarzyszenia Art and Design Society w Łodzi. Od 2014 jest prezesem fundacji Archikultura (od 2014). Jest ekspertem sądowym w dziedzinie wzornictwa przemysłowego. Od 2001 był członkiem Komisji Rządowej ds. analiz i oceny możliwości oraz określenia warunków połączenia jednostek badawczo-rozwojowych. Jest projektantem projektów znaków firmowych, towarowych firm, produktów polskich i zagranicznych i rzeźb.

## Realizacje
- Pomnik Solidarności w Łodzi (2005)[5]